# Sulfolaan
Sulfolaan of tetramethyleensulfon (systematische naam: tetrahydrothiofeen-1,1-dioxide) is een zwavelhoudende heterocyclische verbinding die vooral gebruikt wordt als polair aprotisch oplosmiddel. Ze is mengbaar met water. Zuiver sulfolaan is een kristallijne vaste stof met een smeltpunt dat iets boven de standaard-kamertemperatuur van 25 °C ligt. Door er 2 à 3 gewichtsprocent water aan toe te voegen, verlaagt het smeltpunt tot 6 à 10 °C en verkrijgt men een vloeistof, sulfolaan-W genoemd.
De molecule van de stof is een cyclisch sulfon en bestaat uit een vijfring met vier koolstofatomen en een zwavelatoom, dat met twee zuurstofatomen de sulfongroep vormt.

## Synthese
Sulfolaan wordt gewoonlijk bereid door de katalytische hydrogenering van het corresponderende sulfoleen (dit heeft een gelijkaardige structuur als sulfolaan maar met een dubbele koolstof-koolstofbinding). Als katalysator kan raneynikkel fungeren. Het sulfoleen wordt gevormd door de cheletrope reactie - bij verhoogde temperatuur - van 1,3-butadieen met zwaveldioxide:
Een andere mogelijkheid is de oxidatie van tetrahydrothiofeen met behulp van waterstofperoxide. Dit geeft in een eerste stap tetramethyleensulfoxide dat verder geoxideerd wordt tot sulfolaan.

## Toepassingen
Sulfolaan kent talloze toepassingen:
- Selectief oplosmiddel voor de extractie van aromatische verbindingen zoals benzeen uit petroleumfracties[2]
- Oplosmiddel voor polymeren (o.a. polyacrylonitril, pvc, polyvinylfluoride en polysulfonen). Sulfolaan, alleen of in combinatie met een ander oplosmiddel, is geschikt om er polymerisatiereacties in uit te voeren
- Weekmaker voor nylon, cellulose of cellulose-esters
- Oplosmiddel voor het uitvoeren van chemische reacties
- Oplosmiddel voor elektrolyt, omdat het niet oxideert en een hoge ontbindingsspanning heeft[3]

In de gasreiniging wordt sulfolaan aangewend voor het selectief verwijderen van zwavelhoudende verontreinigingen uit gasstromen. Sulfinol is een waterige oplossing van sulfolaan en een alkanolamine zoals MDEA of di-isopropanolamine. Hiermee kan naast zwavelverbindingen ook koolstofdioxide uit de gasstroom geabsorbeerd worden. Sulfinol werd door Shell geïntroduceerd in de jaren '60 van de 20e eeuw en wordt ruim toegepast voor het zuiveren van aardgas.